# Římskokatolická farnost Horní Vltavice
Římskokatolická farnost Horní Vltavice je územním společenstvím římských katolíků v rámci prachatického vikariátu českobudějovické diecéze. Farnost je součástí většího farního obvodu spravovaného excurrendo z farnosti Vimperk.

## O farnosti

### Historie
Horní Vltavice byla původně součástí vimperské farnosti, v roce 1724 zde byla zřízena lokálie s vlastním knězem. O čtyři roky později pak byla ustavena samostatná farnost. Farní kostel byl vystavěn na místě starší kaple v roce 1726. V roce 1780 byl z obvodu hornovltavické farnosti vyčleněn obvod tehdy nově vzniklé farnosti v Kunžvartu, resp. ve Strážném.
V roce 1862 patřily do obvodu této farnosti tato místa: Březová Lada, Březská Huť, Havránka, Horní Vltavice, Houžná, Kaplice, Kubova Huť, Lenora, Magerlova Huť, Polka, Račí, Slatina, Vlčí Jámy a Zátoň.
K 1. lednu 2020 bylo k farnosti připojeno území zaniklé farnosti Strážný.
| Fotografie | Kostel                                       | Místo          | Bohoslužba             | Bohoslužba             | Poznámka             |
| ---------- | -------------------------------------------- | -------------- | ---------------------- | ---------------------- | -------------------- |
|            | Kaple svaté Anny                             | Hliniště       | neslouží se pravidelně | neslouží se pravidelně | kaple                |
|            | Kostel sv. Rodiny a svatého Jana Nepomuckého | Horní Vltavice | neděle                 | 15.00                  | farní kostel         |
|            | Kostel Nejsvětější Trojice                   | Strážný        | nelze sloužit          | nelze sloužit          | zbořený farní kostel |
|            | Kaple Panny Marie Královny Andělů            | Strážný        | neslouží se pravidelně | neslouží se pravidelně | kaple                |